# Agrotis lunigera
Agrotis lunigera är en fjärilsart som beskrevs av Stephens. Agrotis lunigera ingår i släktet Agrotis och familjen nattflyn. Inga underarter finns listade i Catalogue of Life.